# I. Grekowa
I. Grekowa (russisch И. Грекова, Künstlername, abgeleitet von igrek, slawisch für Y; eigentlich Jelena Sergejewna Wentzel russisch Елена Сергеевна Вентцель, geb. Dolginzewa; * 8. Märzjul. / 21. März 1907greg. in Reval (heutiges Tallinn); † 15. April 2002 in Moskau) war eine russische Mathematikerin und Schriftstellerin.
Die Tochter eines Mathematikers und einer Sprachwissenschaftlerin studierte von 1923 bis 1929 Mathematik an der Universität Petrograd bzw. Leningrad. Von 1935 bis 1968 arbeitete sie an der  Moskauer Militärakademie der Luftstreitkräfte, wo sie 1954 zum Doktor der technischen Wissenschaften promovierte und ab 1955 als Professorin mit dem Spezialgebiet Operations Research lehrte. Von 1968 bis 1987 war sie Lehrstuhlinhaberin für angewandte Mathematik am Moskauer Institut für Eisenbahningenieurwesen.
Sie verfasste zahlreiche Lehrbücher über Wahrscheinlichkeitsrechnung, Spieltheorie und Operations Research, die noch heute in Russland zu den Standardwerken zählen.
Sie war mit dem Physiker Dmitri Wentzel verheiratet. Der Mathematiker Alexander Wentzel und der Militäringenieur Michail Dmitrijewitsch Wentzel waren ihre Söhne.

## Literarisches Schaffen
1962 begann sie sich neben ihrer wissenschaftlichen Arbeit als Schriftstellerin zu betätigen. Sie wählte hierfür das Pseudonym I. Grekowa, nach der russischen Bezeichnung igrek für den Buchstaben Y. Erste literarische Arbeiten veröffentlichte I. Grekowa in der Literaturzeitschrift Nowy Mir zur Zeit der Herausgeberschaft Alexander Twardowskis, wobei ihr Frida Wigdorowa behilflich war.

## Werke
- Hinter der Kontrollbude (1962)
- Der Damenfriseur (1963)
- Ein Sommer in der Stadt (1965, dt. 1972)
- Auf dem Versuchsgelände (1967)
- Die Hotelchefin (1969)
- Der kleine Garussow (1970)
- Der Lehrstuhl, (1978, dt. 1981)
- Der Witwendampfer (1981, dt. 1983)
- Anonyme Briefe (dt. 1987)
- Lebensbeichte eines schönen Mannes (dt. 1989)
- Svesho predanije, Свежо предание („Die Tradition ist noch lebendig“) (verfasst 1962, veröffentlicht 1995), ISBN 5-94663-043-1
- E.S. Wentzel und L.A. Owtscharow: Aufgabensammlung zur Wahrscheinlichkeitsrechnung. Akademie-Verlag (1982)

Ihre literarischen Werke sind teilweise dramatisiert oder verfilmt worden.